# Karl Küpper (Landrat)
Karl Immanuel Ernst Küpper (geboren am 19. Dezember 1843 in Köln; Freitod am 6. Juli 1880  in Düsseldorf) war von 1874 bis 1880 Landrat des Landkreises Düsseldorf.

## Leben
Der Protestant Karl Küpper war der Sohn des gleichnamigen Pfarrers an der Kölner Antoniterkirche und dessen Ehefrau Maria Emeline Küpper, geb. Mumm. Nach dem Besuch des Gymnasiums in Bonn, das er mit Ablegung der Reifeprüfung im Herbst 1861 verließ, studierte er in Bonn und Heidelberg von 1861 bis 1864 Rechtswissenschaften. Am 5. Oktober 1864 als Auskultator bei dem Kammergericht in Berlin vereidigt, wurde er dort auch mit Ablegung der zweiten juristischen Prüfung am 1. November 1867 zum Gerichtsreferendar ernannt. Es folgte mit Patent vom 10. November 1871 die Beförderung zum Gerichtsassessor. Als solcher wechselte er dann am 19. Dezember 1872 an das Landgericht Düsseldorf, von wo aus er zum 1. Oktober 1873 als Richter an das Untersuchungsamt nach Malmedy versetzt wurde.
Nachdem der Landrat des Landkreises Düsseldorf, Wilderich von Spee, auf eigenen Wunsch pensioniert worden war, war dessen Amt von Vertretern verwaltet worden. Mit Küppers Umsetzung in den Allgemeinen Verwaltungsdienst wurde ihm die Stellung am 26. Mai 1874 kommissarisch übertragen. Nach seinem Dienstantritt am 3. Juni 1874, erhielt Küpper am 9. November die definitive Ernennung als Landrat. Von März 1879 bis Mai 1880 erkrankt, wählte Karl Küpper am 6. Juli 1880 den Freitod. Während seiner Erkrankung vertraten Küpper der Regierungsassessor Peter Klausener (14. Mai 1879 bis Januar 1880) und der Regierungsrat Victor von Fischer-Treuenfeld (bis zum 21. Mai 1880).
Beerbt wurde Küpper von der verwitweten Luise von Maaßen, geborene Mumm. Sie starb kinderlos und vermachte 1896 der Gemeinde Köln 900.000 Mark zur Errichtung eines Waisenhauses. Dieses wurde 1902 eingeweiht und nach Küpper Karl-Immanuel-Küpper-Stift genannt. Nach Auflösung des Waisenhauses wurde das Vermögen zur Betreuung Jugendlicher in die heute bestehende Karl-Immanuel-Küpper-Stiftung übertragen.